# Alcedo
Pour l’article homonyme, voir Alcedo (volcan).
Genre
Le genre Alcedo comprend sept espèces de martins-pêcheurs, petits oiseaux aquatiques appartenant à la famille des Alcedinidae.

## Taxinomie
Cinq espèces longtemps placées dans le genre ont été déplacées dans le nouveau genre Corythornis à la suite des travaux phylogéniques de Moyle et al. en 2007.

## Liste alphabétique des espèces
D'après la classification de référence (version 2.6, 2010) du Congrès ornithologique international (ordre phylogénique) :
- Alcedo coerulescens – Martin-pêcheur aigue-marine
- Alcedo euryzona – Martin-pêcheur à large bande
- Alcedo quadribrachys – Martin-pêcheur azuré
- Alcedo meninting – Martin-pêcheur méninting
- Alcedo atthis – Martin-pêcheur d'Europe
- Alcedo semitorquata – Martin-pêcheur à demi-collier
- Alcedo hercules – Martin-pêcheur de Blyth